# قره هويوك (أديامان)
قره هيوك (بالتركية: Karahöyük)‏ هي قرية تتبع إداريّاً لمديرية أديامان في محافظة أديامان التركية الواقعة في جنوب شرق الأناضول. بلغ عدد سكانها 434 نسمة في عام 2021.